# .id
‎.id‏ دامنه اینترنتی اختصاص داده شده به اندونزی است.